# Berkelijeve anorganske spojine
Berkelij naj bi tvoril binarne spojine – halide, okside, halidne komplekse, halkide in pniktide.

## Seznam
- Diberkelijev dioksalat tetrahidrid – Bk2(C2O4)3·4H2O[2]
- Diberkelijev dioksisulfat – Bk2O2SO4[2]
- Diberkelijev dioksisulfid – Bk2O2S[3]
- Diberkelijev trioksid – Bk2O3[3]
- Diberkelijev trisulfat dodekahidrat – Bk2(SO4)3·12H2O[2]
- Diberkelijev trisulfid – Bk2S3[3]
- Diberkelijev tritelurid – Bk2Te3[3]
- Berkelijev antimonid – BkSb[4]
- Berkelijev arzenid – BkAs[4]
- Berkelijev cianid – BkCN[5]
- Berkelijev dikloroheksahidrid – BkCl2(OH)6+[5]
- Berkelijev dioksid – BkO2[6]
- Berkelijev diselenid – BrSe2
- Berkelijev disulfid – BkS2[3]
- Berkelijev ditelurid – BkTe2[3]
- Berkelijev fosfid – BkP[4]
- Berkelijev nitrid – BkN[3]
- Berkelijev oksibromid – BkOBr[5]
- Berkelijev oksid – BkO[7]
- Berkelijev oksijodid – BkOI[5]
- Berkelijev oksiklorid – BkOCl[8]
- Berkelijev ortofosfat – BkPO4[5]
- Berkelijev tetrafluorid – BkF4[6]
- Berkelijev tiocianat – C3BkN3S3[1]
- Berkelijev tribromid – BkBr3[7]
- Berkelijev trifluorid – BkF3[1]
- Bekelijev trihidrid – BkH3[2]
- Berkelijev trihidroksid – Bk(OH)3[1]
- Berkelijev trijodid – BkI3[7]
- Berkelijev triklorid – BkCl3[1]
- Berkelijev triklorid heksahidrat – BkCl3·6H2O
- Berkelijev trinitrat tetrahidrat – Bk(NO3)3·4H2O[2]
- Berkelijev tritelurid – BkTe3[3]
- Triberkelijev tetraselenid – Bk3Se4[3]
- Cs2BkCl6[2]
- Cs2NaBkCl6[2]